# Capela de São João Batista de Jaucourt
A Capela de são João Baptista de Jaucourt é uma capela dedicada a São João Baptista na comuna de Jaucourt no departamento de Aube, na França. É o último remanescente do antigo castelo.

## Descrição
De planta rectangular com 5,4 por 10 metros, o portal românico apresenta um tímpano em trifólio.

## História
A capela data do último quartel do século XII e do século XIII. Está classificada desde 1994 como monumento histórico pelo Ministério da Cultura da França.